# U-438
Unterseeboot 438 foi um submarino alemão do Tipo VIIC, pertencente a Kriegsmarine que atuou durante a Segunda Guerra Mundial.
O U-438 esteve em operação entre os anos de 1941 e 1943, realizando neste período 4 patrulhas de guerra, nas quais afundou três navios aliados e danificou outro, num total de 17,541 toneladas de arqueação.
Foi afundado  no dia 6 de maio de 1943 por cargas de profundidade lançadas pelo HMS Pelican, causando a morte de todos os 48 tripulantes.

## Comandantes
| Comandante                | Data                                         |
| ------------------------- | -------------------------------------------- |
| Rudolf Franzius           | 22 de novembro de 1941 - 29 de março de 1943 |
| KrvKpt. Heinrich Heinsohn | 30 de março de 1943 - 6 de maio de 1943      |

## Subordinação
Durante o seu tempo de serviço, esteve subordinado às seguintes flotilhas:
| Período                                      | Flotilha                                  |
| -------------------------------------------- | ----------------------------------------- |
| 22 de novembro de 1941 - 31 de julho de 1942 | 8. Unterseebootsflottille (treinamento)   |
| 1 de agosto de 1942 - 6 de maio de 1943      | 9. Unterseebootsflottille (serviço ativo) |

## Operações conjuntas de ataque
O U-438 participou das seguinte operações de ataque combinado durante a sua carreira:
- Rudeltaktik Lohs (11 de agosto de 1942 - 25 de agosto de 1942)
- Rudeltaktik Tümmler (6 de outubro de 1942 - 9 de outubro de 1942)
- Rudeltaktik Panther (13 de outubro de 1942 - 20 de outubro de 1942)
- Rudeltaktik Veilchen (20 de outubro de 1942 - 5 de novembro de 1942)
- Rudeltaktik Habicht (11 de janeiro de 1943 - 19 de janeiro de 1943)
- Rudeltaktik Haudegen (19 de janeiro de 1943 - 8 de fevereiro de 1943)
- Rudeltaktik Adler (11 de abril de 1943 - 13 de abril de 1943)
- Rudeltaktik Meise (13 de abril de 1943 - 22 de abril de 1943)
- Rudeltaktik Specht (22 de abril de 1943 - 4 de maio de 1943)
- Rudeltaktik Fink (4 de maio de 1943 - 6 de maio de 1943)

## Coordenadas
1. ↑  em posição 52° N 45° 10' O